# Kabos László (színművész, 1894–1937)
Kabos László (született Friedszám) (Bükkösd, 1894. május 22. – Budapest, Kőbánya, 1937. március 1.) színész.

## Életútja
Friedszám Jakab tanító és Brogli Franciska fiaként született. A pécsi állami főreáliskolában tette le az érettségi vizsgát. Eredetileg festőnek készült, azonban 1912-ben úgy döntött, hogy inkább a színi pályára lép. Első igazgatója Pécsett Füredi Béla volt, majd Nádassy József szerződtette Szabadkára. Ezután játszott Szabó Ferenc, Kürthy György, Fekete Mihály, Gróf László, Csáky Antal, Mariházy Miklós és Gulyás Menyhért társulatában is. Karénekes volt a pécsi színházban, de pályája túlnyomó részét Nagyváradon és Kecskeméten töltötte. Legnagyobb sikereit az Élő holttest (Fedja), Elzevir (Andersen), Vén gazember (címszerep), Bánk bán (Tiborc), Noszty fiú esete Tóth Marival (Bubenyik), Oroszország (I. Pál cár), Marika (Orbán Sándor), Ábris rózsája (Lévy Salamon) szerepekben aratta. 
Már zsebében volt a szerződés, mely a kassai színházhoz kötötte, amikor be kellett vonulnia katonának. Az első világháborúban hadnagyként szolgált, az 52. gyalogezred hadapródja volt. Szolgálat közben jobb kezén súlyosabban, bal kezén könnyebben megsebesült a harctéren, majd 1915 nyarán még az első offenzívánál orosz hadifogságba került, s Bininszkben (Simbrik) tengette napjait. Október 13-án Csisztopolyból küldött levelet, melyben tudatta, hogy a hozzá intézett levelezőlapokat megkapta és viszonylag jól megy sora. Rokkant cserefogolyként érkezett vissza Szibériából 1916-ban, Leitmeritzben, majd Budapesten való pihenés után bocsátották haza. Javára a pécsi Nemzeti Színház tagai 1917. február 21-én délután kabaréelőadást tartottak.
1919. június 10-én Budapesten, az Erzsébetvárosban feleségül vette a nála tíz évvel idősebb Kroó Erzsébetet, Kroó Mór és Braunstein Róza lányát. 1924-ben Komlós Vilmos, a Fővárosi Operettszínház volt tánckomikusa, Kabos Lászlóval társulva kamaratársulatot létesített, amellyel a Dunántúl kisebb városait járták be. A Gulyás-társulattal Kaposváron is megfordult. Irodalmi téren is működött, megjelentek novellái, versei és dramaturgiai esszéi is. Kitűnő érzékkel, nagy intelligenciával, elmélyüléssel adott jellemszerepei maradandó értékkel bírtak. De épp oly nagy sikert aratott néhány derűs, egyéni ötlettel felruházott kabinetfigurájával.
Élete utolsó éveiben tüdőbeteg volt, de még fellépett vidéken és Budapesten is. A Pécsi Napló így jellemzi a róla szóló nekrológban: „Elsőrendű színész volt, művész, aki egyéniségének eredetiségét belevitte minden szerepébe. Elvei voltak, voltak amelyekkel megalkudni nem tudott, a művészetet mindennél többre tartotta, többre a saját életénél. 43 éves volt mindössze. Melegszívű, kulturált, minden szépért, nemesért lelkesedni tudott.” Budapesten halt meg tüdőgümőkórban a Maglódi út 89-91. szám alatti Horthy Miklós Közkórházban (mai Bajcsy-Zsilinszky Kórház), Kecskeméten helyezték örök nyugalomra a Szentháromság-temetőben. Gyászolták felesége, Eötvös Nagy Mária városi tisztviselő és kiterjedt családja. Búcsúztatására a temető halottasháza előtt felállított virágdíszes ravatal körül nagyszámú gyászoló közönség sereglett össze, amelynek soraiban a család tagjain kívül ott volt a javadalmi hivatal tisztviselői kara Bagi Lajos ügyvezetővel élén, a Katona József Színház igazgatósága és társulata részéről Czeglédy Béla titkár és Nyúl Lajos örökös tag és ott voltak a Kecskeméten lakó egykori pályatársai, valamint a sajtó képviselete. A gyászszertartást Cservenka József lelkész végezte, Póta Aladár főkántor gyászéneke mellett.